# Středodněperská vodní elektrárna
Středodněperská vodní elektrárna či vodní elektrárna Střední Dněpr (ukrajinsky Середньодніпровська ГЕС, rusky Среднеднепровская ГЭС) je vodní dílo na řece Dněpr na Ukrajině. Nachází se ve městě Kamjanske, dříve Dněprodžeržinsk. Ve starší literatuře a na mapách je označována jako Dněprodžeržinská vodní elektrárna (ukrajinsky Дніпродзержинська, rusky Днепродзержинская ГЭС) s Dněprodžeržinskou přehradní nádrží. Vodní dílo je po toku řeky čtvrtým stupněm Dněperské kaskády. V elektrárně pracují rozměrově největší vodní turbíny na Ukrajině.

## Všeobecné informace
Kamjanske je předměstím sídla Dnipro, dříve Jekarinoslav, kde byly vybudovány největší metalurgické závody Ruského impéria. Do tohoto místa vedlo přenosové vedení legendární elektrárny Dněproges a v místě končí vzedmutí Dněperské přehradní nádrže. Místo tak splňuje všechny předpoklady pro vybudování energetického vodního díla z hlediska řízení vodního toku, zajištění pracovních sil i odběru vyrobené energie na místě.
Stavba vodního díla začala na jaře 1957, 23. listopadu 1964 byla zprovozněna poslední osmá jednotka a celkový instalovaný výkon dosáhl hodnoty 352 MW.  
Z architektonického hlediska je Středodněperská elektrárna zmenšenou kopii Kremenčucké elektrárny. Plavbu umožňuje jednokomorový systém na pravém břehu, mezi sypanými hrázemi o celkové délce 7 045 m je při pravém břehu umístěna budova elektrárny s funkcí hráze o délce 228 m, navazující na betonovou hráz o délce 191,5 m s deseti přelivy o šířce 16 m s plochými posuvnými uzávěry.
Elektrárna zpracovává vodní tok regulovaný činností Kremenčucké elektrárny a akumulační schopností vlastní přehradní nádrže. Zpracovává tak ještě plošší povodňové vlny a hltnost elektrárny je tak nižší (4 400 oproti 5 700 m3/s). Nižší je tak i celková propustnost vodního díla (22 200 oproti 24 860 m3/s). Ve strojovně pracuje na spádu 12,6 m osm vertikálních Kaplanových turbín o průměru 9,3 m. Celkový instalovaný výkon k roku 2019 je 387 MW, průměrná roční výroba 1,2 miliardy kWh.